# Bernardo de Hoyos

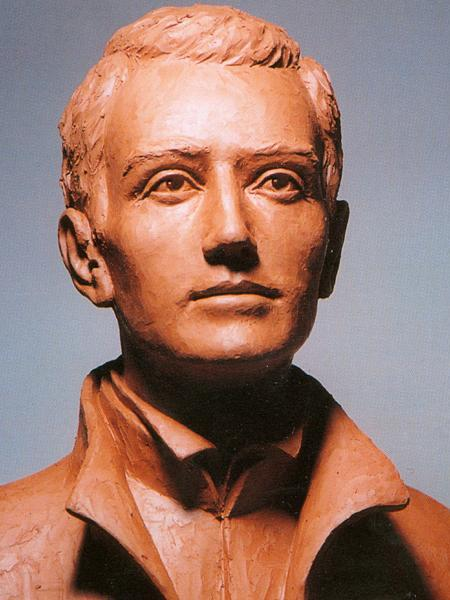
Büste im Santuario Nacional de la Gran Promesa.

Bernardo Francisco de Hoyos y de Seña SJ (* 21. August 1711 in Torrelobatón, Valladolid, Spanien; † 29. November 1735 in Valladolid) war ein spanischer katholischer Priester. Er gilt als erster und wichtigster Apostel der Herz-Jesu-Verehrung in Spanien im Geiste der Erscheinungen von Margareta Maria Alacoque in Paray-le-Monial und wurde 2010 von der katholischen Kirche seliggesprochen.

## Leben

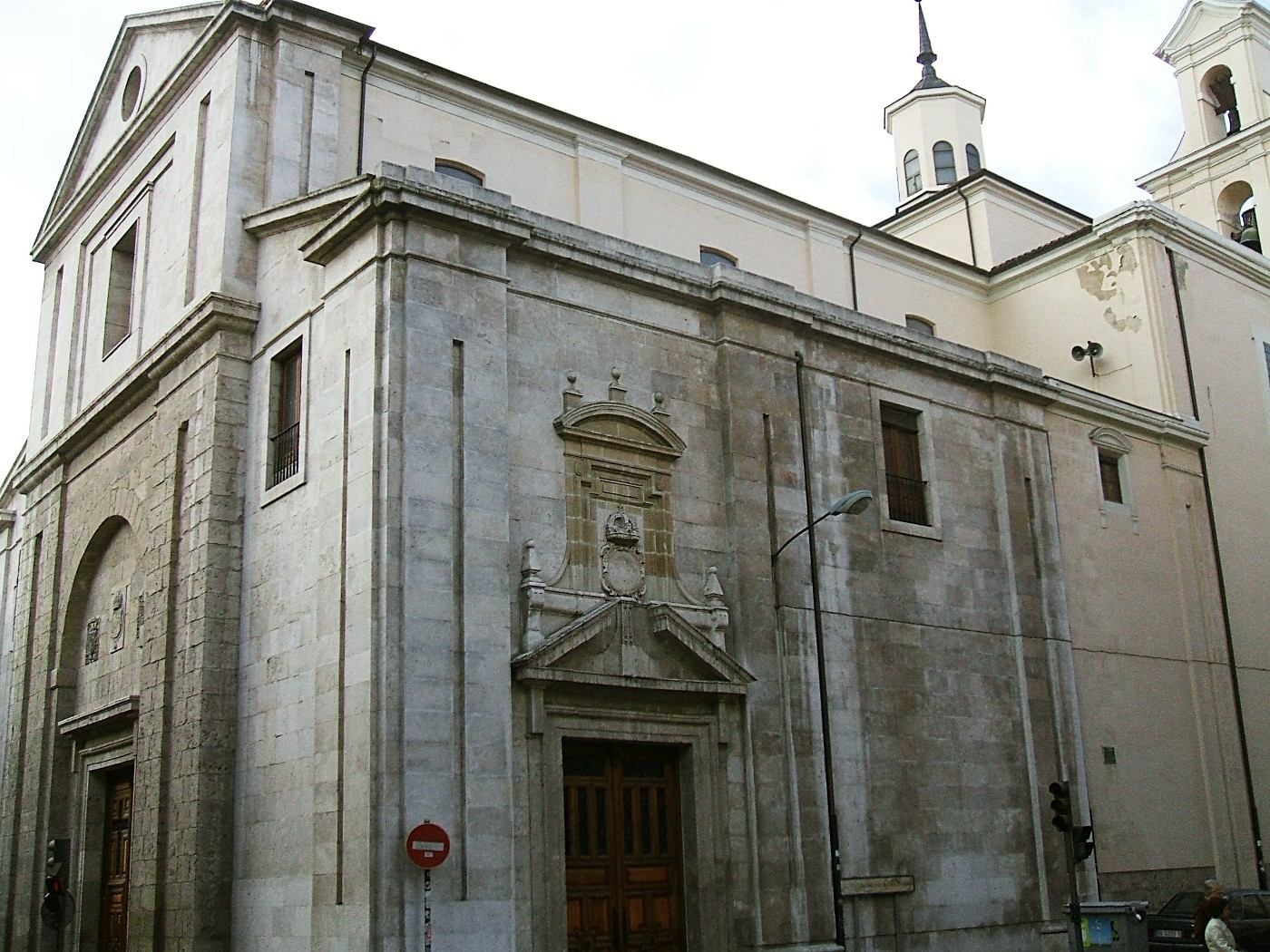
Santuario Nacional de la Gran Promesa. Hier erlebte Bernardo de Hoyos seine mystischen Erfahrungen.

Bernardo de Hoyos trat mit 14 Jahren in Villagarcía de Campos in das Noviziat der Gesellschaft Jesu ein, beendete es kurz bevor er 17 Jahre alt wurde und legte die einfachen ewigen Gelübde ab. Anschließend studierte er Philosophie und später Theologie in Valladolid. Hier erfuhr er von der Herz-Jesu-Verehrung und erlebte in der Kirche der Jesuitenschule dieser Stadt (San Ambrosio) seine mystischen Erfahrungen. In diesen ging es um die Verbreitung der Herz-Jesu-Verehrung und die Herrschaft des Göttlichen Herzens in Spanien verbunden mit Verheissungen der Barmherzigkeit. De Hoyos wurde in Valladolid durch die Lektüre von Joseph de Gallifets Hauptwerk De Cultu Sacrosanti Cordis Jesu stark beeinflusst.
Am 2. Januar 1735 empfing er die Priesterweihe. Wenige Monate später starb er an Fleckfieber. Nach seinem Tod wurde die Jesuitenkirche von Valladolid zu einem Heiligtum des Heiligsten Herzens Jesu und wurde in Santuario Nacional de la Gran Promesa (dt. etwa Nationalheiligtum der Großen Verheißung) umbenannt.
Am 12. Januar 1996 stellte Papst Johannes Paul II. den heroischen Tugendgrad von Bernardo de Hoyos fest. Am 16. Januar 2009 genehmigte Papst Benedikt XVI. die Seligsprechung, die am 18. April 2010 unter dem Vorsitz von Erzbischof Angelo Amato, Pro-Präfekt der Kongregation für die Selig- und Heiligsprechungsprozesse, in Valladolid stattfand.

## Werke
- Der versteckte Schatz des Hl. Herzens Jesu. 1734.